# Tarin des pins
Spinus pinus
Ne doit pas être confondu avec le Tarin des aulnes (Spinus spinus).
Espèce
Statut de conservation UICN

 LC  : Préoccupation mineure
Le Tarin des pins (Spinus pinus, anciennement Carduelis pinus) est une espèce néarctique de passereaux de petite taille, assez proche du Tarin des aulnes (Spinus spinus) du paléarctique.

## Identification
Le Tarin des pins, proche parent du Chardonneret jaune, a souvent les mêmes habitudes bien qu'il soit bien différent. Ce petit passereau brun fortement rayé se tient toujours en groupe. À la mangeoire, on remarquera aussi son chant, un gazouillis voilé, entrecoupé de « ZZZzzzzrrrrii » rapide et ascendant. Comme il se laisse facilement approcher, on pourra remarquer des taches jaunes sur les ailes et la queue dans son plumage rayé. On notera aussi son ventre rayé clair, son petit bec très pointu et sa queue fourchue. Mâle et femelle sont similaires. Toujours en groupe, on le voit dans les forêts de conifères ou mixtes en bordure des milieux ouverts comme les clairières, les champs et les cours d’eau où il consomme les graines et les fruits. En hiver, il vient souvent en bande de 50 et plus, pour s’alimenter près des maisons. La mangeoire devient alors son lieu favori.

## Description
Cet oiseau mesure 11 à 13 cm. Ce fringillidé présente un plumage brun rayé.

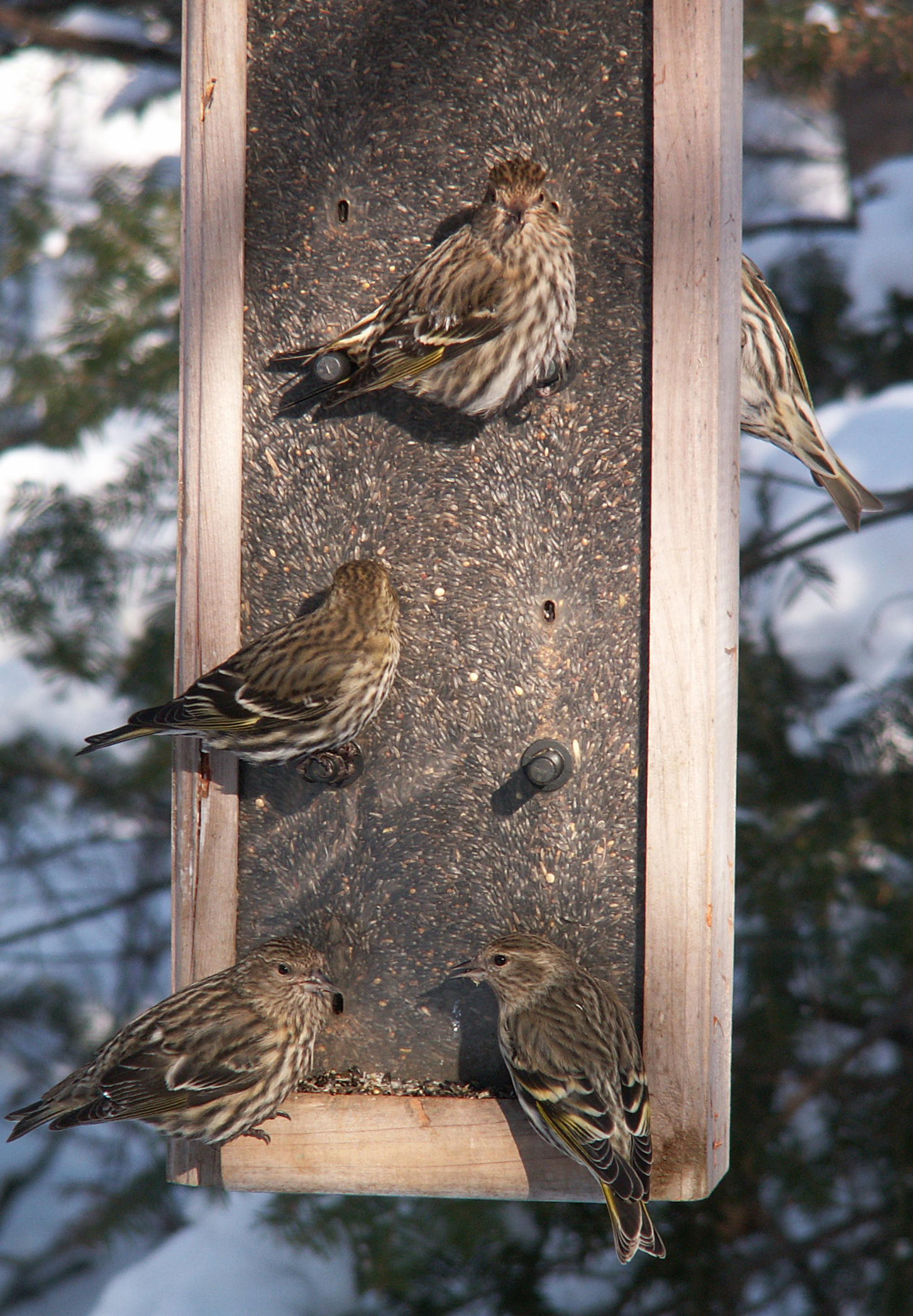
Tarins se nourrissant de chardon.

## Taxinomie
La sous-espèce S. p. perplexa s’hybride largement avec S. atriceps dans les zones de chevauchement (Howell & Webb 1995), c'est-à-dire dans l’extrême sud de la répartition de C. p. perplexa donc dans le sud du Guatemala.

### Sous-espèces
D'après le Congrès ornithologique international, cette espèce est constituée des trois sous-espèces suivantes :
- S. p. pinus  (Wilson, 1810) : Alaska, Canada, ouest et nord-est des États-Unis ;
- S. p. macroptera  (Bonaparte, 1850) : Basse-Californie et chaîne centrale de la Sierra Madre Occidentale (parfois jusque dans l’ouest de Vera Cruz) au Mexique.
- S. p. perplexa van Rossem, 1938 : nord du Chiapas (extrême sud du Mexique) et sud du Guatemala. Coloration générale plus grise, plus claire et moins striée que les autres sous-espèces.

## Variation du plumage
McLaren et al. (1989) rapportent qu’une très petite proportion (1 %) de mâles de la forme nominale présente une phase verte (morphe vert) caractérisée par une teinte plus verte dessus, une striation plus faible dessous et le jaune des ailes et de la queue plus étendu. Ces caractéristiques, non liées à la saison ou à la localisation, les font ressembler à des femelles de tarin des aulnes dont nous savons que l’espèce peut exister en Amérique du Nord.
Oberholser (1974) avait également distingué une phase grise (gray phase) caractérisée par une pigmentation jaunâtre normale dans le plumage du corps mais avec un dos gris brun. D’après Blake (1976), la coloration classique du mâle (brun strié) est très terne comparée à celle d’autres carduélinés et il est possible que cette phase verte représente un premier stade dans l’évolution vers des plumages plus colorés. Selon Campbell & Lack (1985), il s’agit de cas de « schizochroisme » caractérisés par une réduction de la phaéomélanine (brun) et la persistance de l’eumélanine (noir) et des caroténoïdes (jaune).

## Habitat et nidification
Il est sédentaire dans le sud-ouest et le sud-est du Canada avec Terre-Neuve, dans l’ouest et tout le nord des États-Unis ; puis au Mexique (Basse-Californie et chaîne centrale de la Sierra Madre Occidentale) ; puis à nouveau dans l’extrême sud du Mexique (Sierra Madre) et dans le sud du Guatemala. Visiteur d’été dans tout le sud de l’Alaska et du Canada, il est migrateur dans le centre, le sud et l’est des États-Unis.
Son territoire de nidification couvre toute l'Amérique du Nord de l'Alaska jusqu'au Mexique. C’est un oiseau qui n’effectue pas de migration proprement dite, mais des déplacements ponctuels. Pour séduire, les mâles offrent des graines aux femelles ou décrivent des cercles en chantant, la queue dressée. Les couples nichent près les uns des autres, souvent dans le même arbre. La femelle fait son nid de brindilles, d’herbe et de mousse dans la fourche ou sur une branche de conifère à 3-15 m. Elle garnit l’intérieur de fines radicelles, d’herbe et de poils. Elle y pond 4 œufs de couleur bleu pâle et les couve seule, pendant 15 jours. Les deux parents nourrissent les petits au nid pendant 15 jours et 20 jours après la sortie du nid.

Carte de répartition
Aire de nidification
Présent à l'année
Aire d'hivernage
Aire d'hivernage (rare)

## Nourriture et comportements
Le tarin des pins mange les bourgeons et les graines des conifères, mais aussi des graines de bouleaux, de jeunes feuilles, des bourgeons des feuillus et des insectes. En hiver, des mangeoires garnies de graines de tournesol et de chardon vont l’attirer près des maisons. Sa présence dans une région est irrégulière d'une année à l'autre. Selon l’Atlas des oiseaux nicheurs, ces déplacements sont liés à l'abondance de la nourriture dans cette région. La coupe intensive des forêts de conifères aura certainement des effets à long terme sur son abondance…